# Ogava Megumi
Ogava Megumi (小川 恵; Hepburn: Ogawa Megumi) (Japán, 1980. március 18. –) japán válogatott labdarúgó.

## Klub
Az Iga FC Kunoichi csapatában játszott.

## Nemzeti válogatott
2000-ben debütált a japán válogatottban. A japán válogatottban 1 mérkőzést játszott.

## Statisztika
| Japán válogatott | Japán válogatott | Japán válogatott |
| Időszak          | Mérk.            | gól              |
| ---------------- | ---------------- | ---------------- |
| 2000             | 1                | 0                |
| Összesen         | 1                | 0                |